# 狼群戰術

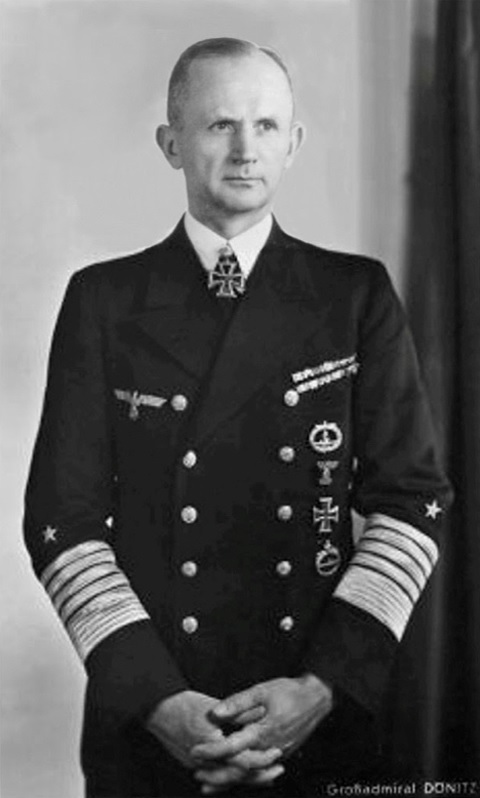
卡爾·鄧尼茲，是德國使用狼群戰術的關鍵指揮官。

狼群戰術（德語：Rudeltaktik）是第二次世界大戰中德軍對大西洋上的盟軍商船和美國對太平洋上的日本運輸船所使用的潛艇戰術，戰術是以多艘潛艇集結攻擊，使得通商破壞戰的成果大幅提昇。起初，德國稱其為集結戰術，而英國稱其為狼群戰術（Wolf pack）。

## 戰術結構

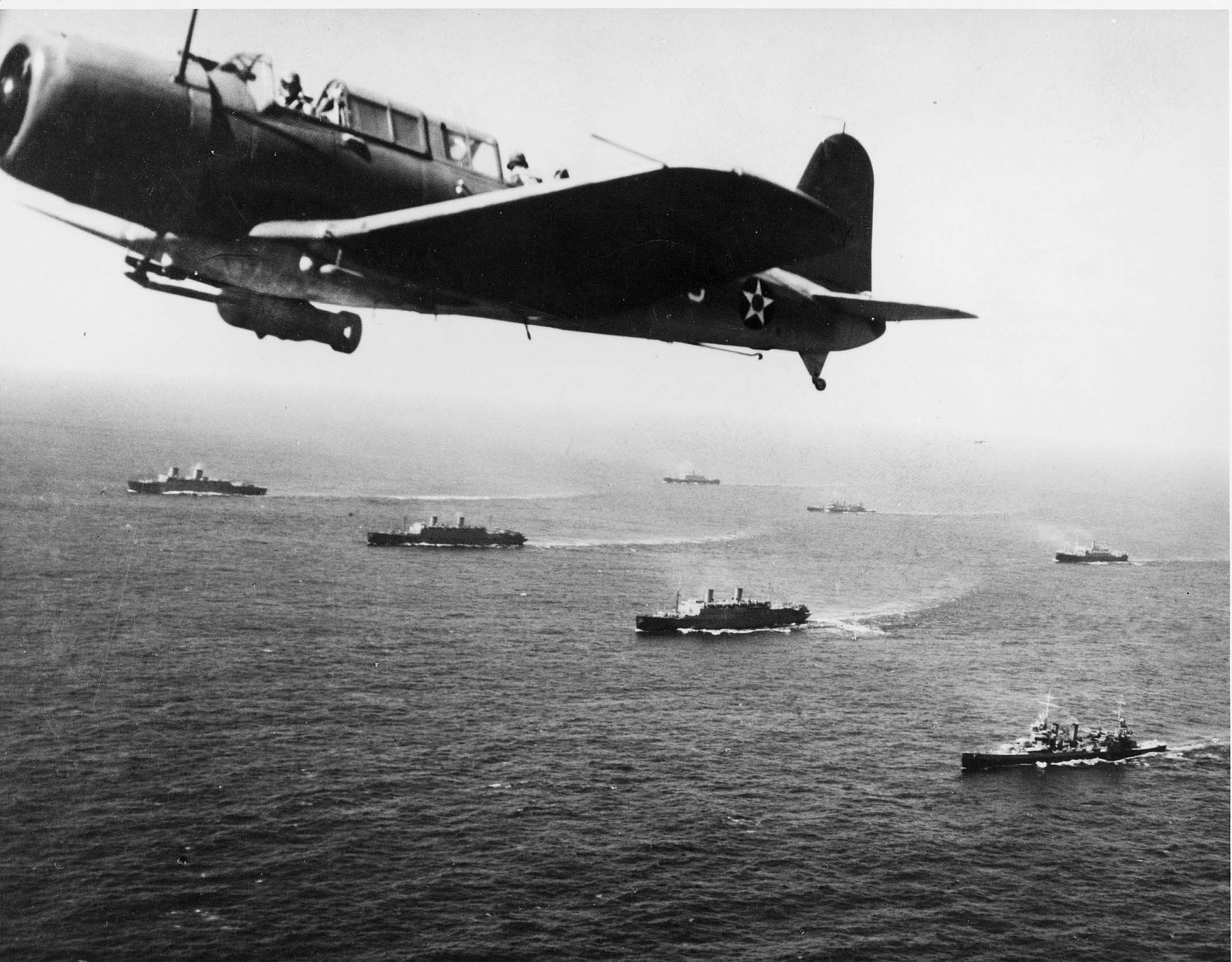
1941年11月的護航船團和反潛機。

狼群戰術始於一次大戰時卡爾·鄧尼茲在潛艇服役時的想法。當時他以一艘潛艇去攻擊有護衛艦保護的船團，結果損失慘重並被俘虜；其後他創立以多艘潛艇進攻的概念：首先以單艦、偵察機巡邏，發現船團時先不攻擊，而是一邊跟蹤船團，一邊向總部通知通商船團的航行路線、規模、護航艦數量等資訊，然後再以無線電通知鄰近潛艇集結起來埋伏；當船團進入攻擊範圍內就向其包圍攻擊（通常是在夜間展開攻擊）。
這樣的作法有以下特點：
- 同時數艘潛艇的協同攻擊容易使敵方混亂，同時讓護衛艦疲於應付，潛艇單艦突擊的損失變少。
- 多艘潛艇一起攻擊使得船團難以逃脫；魚雷發射數量增多、發射路線難以閃躲，使得獵殺商船的成果變高。
- 有效掌握敵方船團狀況，節省多艘潛艇巡弋所浪費的蓄電池電力和時間，也使攻擊時間變長、解決下潛時航程短的問題。

當時護航船團的方式：將商船聚集於中央，再以護衛艦（驅逐艦、重巡洋艦、武裝商船或是配有深水炸彈和聲納的漁船）包圍，護衛艦上的反潛機（或是岸上基地）可以快速反應攻擊潛艇。這種護航陣行可以用少量軍艦保護大量商船，但單就少量護衛船隻無法應付多艘潛艇的同時攻擊，場面容易演變成混亂且使潛艇逃脫。直到英美兩國大量改裝船隻成護航航空母艦，使得艦上飛機能有效打擊潛航距離不長且集聚在一起的潛艇戰鬥群。

## 應用

### 第二次世界大戰

#### 大西洋

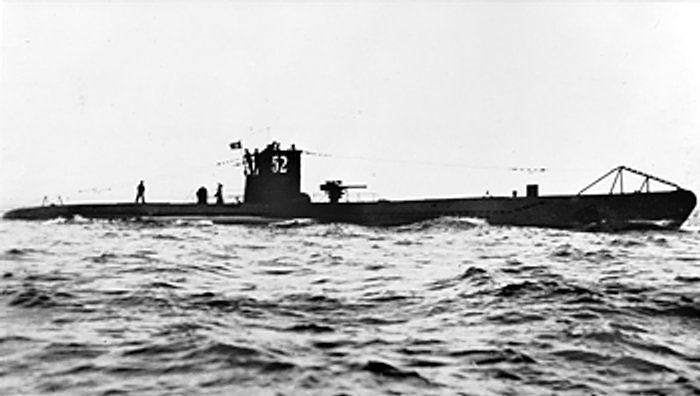
德國潛艇-U艇，二戰時頻繁出沒於大西洋襲擊盟軍商船。

二戰初期，鑑於潛艇數量少且無線電通訊能力有限，尚不能形成一個有效的群集力量，鄧尼茲决定讓潛艇單艦巡弋獵殺商船。到了水面艦隊的表現遲遲不佳而潛艇成果較為豐碩後（1939年9月至1940年3月，共擊沉盟軍222艘商船，764766噸物資，損失18艘潛艇），希特勒便應鄧尼茲的要求增產潛艇。另外也因為法國的投降使得德國可以使用該處的無線電設備，狼群戰術得以貫徹執行，造成英國海上通商線極大的傷害。從1940年7月到10月這段時間，被德軍稱為「第一段美好時光」（First happy time）。
但到了1941年，由於盟軍開發了高頻定向儀、破解了德军通讯密码，并增加了護航艦及空中反潜力量，盟軍損失一度大幅減少，不但避開了「狼群」的集結地，還幾度伏擊了德國潛艇。然而鄧尼茲敏銳地感覺到此異狀并更改了密碼機。再加上新式潛艇的大量生產，結合狼群戰術重獲戰果。珍珠港事件後美國參戰，雖然鄧尼茲起初在美國東岸執行擊鼓行動（Paukenschlag），獲得如對英國般豐碩的成果。1942年1月到8月，這段時間被德軍稱作「第二段美好時光」（Second happy time）。但因為美國不久後大量投入生產护航航空母舰和新式反潛武器（如雷達、刺蝟砲、新式探照燈和深水炸彈），德國潛艇的損失開始增加。到了1943年5月，鄧尼茲解除潛艇的狼群戰術命令，改以單艘巡弋以分散損失。

#### 太平洋

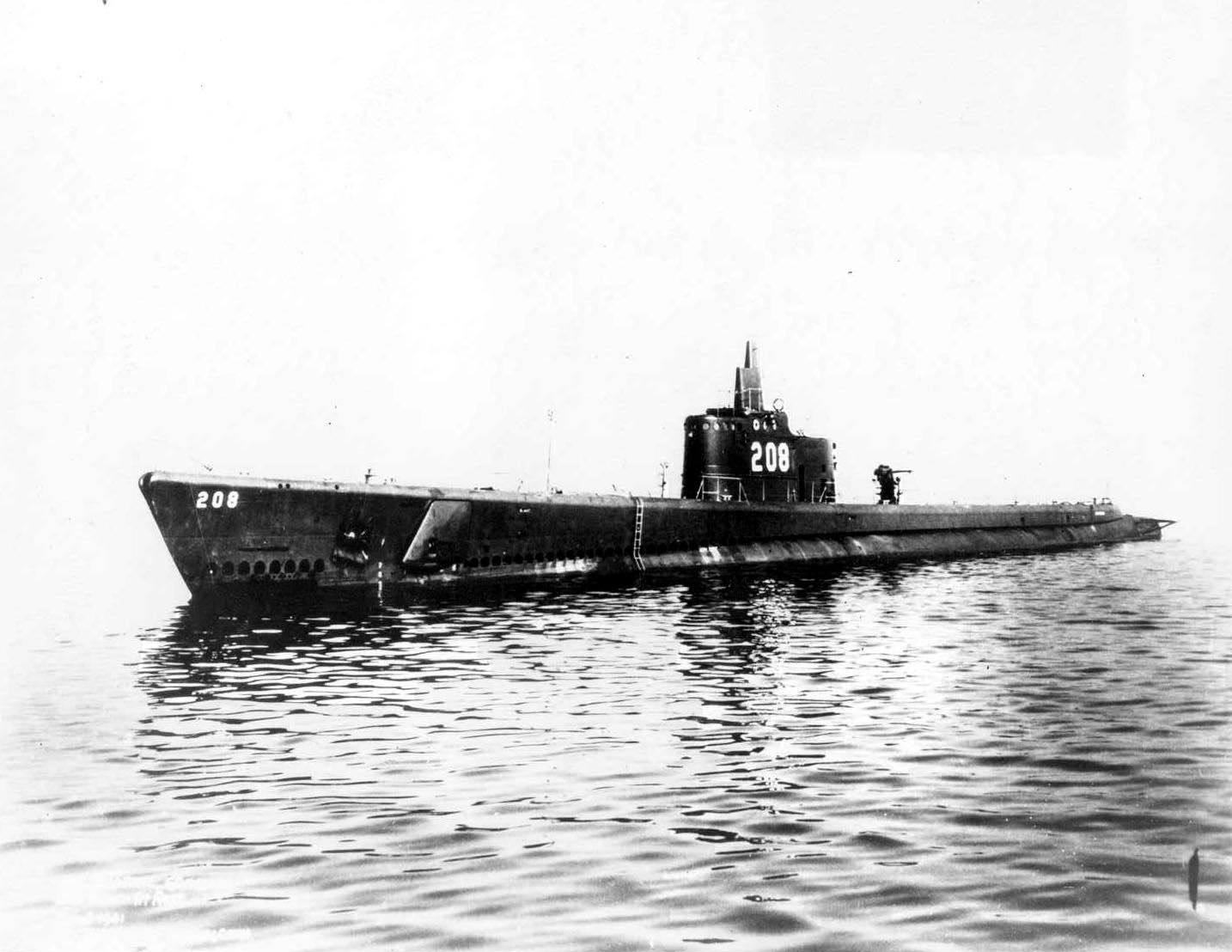
美國潛艇鯡魚號（SS-208 Grayback），是參與協同攻擊群戰術的一艘潛艇。

在太平洋戰場，美軍對日本展開無限制潛艇戰，亦有使用類似狼群戰術的協同攻擊群戰術（Coordinated Attack Groups），由卡里斯·莫穆森（Charles Momsen）發明，但並非經常使用，主要原因是日本反潛作戰和對護航並不重視的緣故，無須頻繁使用針對護航船形式的這種戰術。戰爭中，美軍潛艇令來自本土與佔領區的資源損失重大，雖然日本組成護航船團企圖降低損失，但成效不彰。整場太平洋戰爭中，單美國潛艇所造成日本的商船損失就有55％。

#### 沒落
狼群戰術到了冷戰時期即沒落了下來，主要原因是已有單艦戰鬥能力強的潛艇，有更強的武裝、航速和航程，沒必要組成一個戰鬥群。而反潜技术和相关探测和武器技术的改进，如和鱼雷的改进让潜艇拥有水下只靠被动声纳引导攻击的能力。水下敌我识别成为大问题，狼群战术的协同作战会造成严重的误伤等问题。此后美軍則將攻擊型潛艇編列一兩艘至航空母艦戰鬥群中或者单独行动，而彈道飛彈潛艇則獨立出來。然而，隨著2003年3月伊拉克戰爭的爆發，狼群一詞又被使用於描述美國和英國核潛艇艦隊一起行動的場景，它們對伊拉克的軍事目標發射戰斧巡弋飛彈攻擊。普洛維頓斯號（Providence SSN 719）是當時第一艘發射飛彈的潛艇，也因此得到「紅海狼群的巨犬（Big Dog of the Red Sea Wolf Pack）」的綽號。

## 相关书籍與電影
《十年与二十天》卡尔·邓尼茨（德语：Karl Dönitz）著，二战回忆录。
《怒海戰艦》2020年上映的美國電影。

## 外部連結
- .   [2010-01-13]. （原始内容存档于2021-03-23）.

## 註腳
1. ↑  a 1940年10月的SC-7船團是狼群戰術最大的受害者之一，35艘商船、5艘護航艦的船團被擊沉20艘商船，損失79,592噸的物資。
2. ↑  a 關於如何破解的有很多說法，最有名的是被擊傷的U-110潛艇（电影U-571的情节为虚构）上浮後，盟軍扣押後取得完整的譯本。其他還有如被ULTRA密碼破譯小組破解一說。

## 資料來源
1. ↑  Karl Dönitz, Memoirs: Ten Years and Twenty Days (New York: World Publishing Company, 1958)
2. ↑  二次大戰的德國海軍 Robert Jackson著
3. ↑  Euan Graham, Japan's Sea Lane Security, 1940-2004: A Matter of Life and Death? （页面存档备份，存于） RoutledgeCurzon, ISBN 0415356407.